# Benkő Kálmán
Benkő Kálmán (Csíkdelne, 1824. december 11. – Budapest, 1890. október 25.) magyar színész, író.

## Élete
Nemes szülőktől származott; iskoláit Csíksomlyón, Kolozsvártt és Egerben járta; utóbbi helyen Csiky Sándor két fiát tanította. 1843-ban színésszé lett Gyöngyösön és mint vándorszínész bejárta Magyarország és Erdély nagy részét. 1848-ban Esztergomban színészkedett, hol első darabját, Jelasich bevonulása Magyarországba (melyet Könyves Lajossal együtt irt), adták elő éppen, midőn az osztrák csapat bevonult a városba, mire ő a Dunán át menekült Komáromba, hol honvéd lett és mint főhadnagy kapitulált. Komáromból egyenesen a nemzeti színház kötelékébe lépett mint kardalnok, 1853-ban elhagyta a nemzeti színházat és Debrecenbe ment a városhoz napdíjas írnoknak. 1857-ben újra visszaszerződtették a pesti nemzeti színházhoz, melynél mint színész és könyvtárnok 29 évig működött; ezután nyugdíjazták, mire budapesti zuglói magányába vonult vissza.

## Színpadi szerepek
- Abonyi Lajos: A betyár kendője....Pisze

## Munkái
- Magyar szinvilág 1565–1872. Pest, 1873. (2. kötete kéziratban maradt.)
- Fata és Ficsor (3 kötetes humoros regény) -  szintén kéziratban maradt.

Körülbelül 53 színművet írt és fordított:
- Ábránd és szerelem (1852)
- Mikulás (1852)
- Kis árva (1858)
- Bem apó,
- Betyár,
- Bolond Istók Debreczenben,
- Bolond Miska (bohózat 3 felvonásban),
- Bujdosó herczegek,
- Cochinchinai herczegnő,
- Csepűrágó,
- Egy férfi ki az ablakon beugrik,
- Egy szép leány,
- Ezer forint,
- Ezer egy éjszaka,
- Guerilla kapitány,
- Inkóros,
- Kettő egyszerre,
- Kupecz (népszínmű  3 felvonásban, először adták a Nemzeti Színházban 1860. március 6-án),
- Melinda,
- Nesze semmi fogd meg jól,
- Országgyűlési adatok,
- Ördög sziklája,
- Puszták fia, (népszínmű 3 felvonásban),
- Queraus! (bohózat 3 felvonásban),
- Rontó Pál (vígjáték 4 felvonásban),
- Száz arany és egy szép leány,
- Tévedések színjátéka,
- Tündér korona,
- Ubryk Borbála,
- Üldözött,
- Vén husár vagy párbaj sötétben, (vígjáték 3 felvonásban),
- Vén székely (történelmi dráma),
- Vörös csákósok.
- Írt még sok magánjelenetet és couplét a magyar daltársulat számára.

Ő alakította meg Budapesten az első magyar asztaltársaságot, a mely 1877 óta sok német ajkú polgárt megmagyarosított és több száz szegény gyermeket meleg ruhával ellátott.